# The Amazing Spider-Man 2 (jeu vidéo, 2014)
Pour les articles homonymes, voir The Amazing Spider-Man (homonymie).
 (octobre 2019).
Si vous disposez d'ouvrages ou d'articles de référence ou si vous connaissez des sites web de qualité traitant du thème abordé ici, merci de compléter l'article en donnant les références utiles à sa vérifiabilité et en les liant à la section « Notes et références ».
The Amazing Spider-Man 2 est un jeu vidéo d'action développé par Beenox Studios et édité par Activision en 2014 sur PlayStation 3, Xbox 360, PlayStation 4, Xbox One, Wii U et Nintendo 3DS.
Le jeu est porté par Gameloft sur les plateformes mobiles iOS et Android.
À l'instar du précédent opus, ce nouvel épisode ne reprend pas la trame principale du film homonyme mais en constitue une suite parallèle.

## Synopsis
2 ans après la mort de son oncle Ben, Peter Parker alias Spider-Man continue à rechercher l'assassin d'oncle Ben. Alors qu'il est sur le point de se faire coincer, ce dernier se fait assassiner par un certain « CK ». Peter tente d'enquêter sur ce mystérieux assassin, mais se retrouve impliqué peu à peu dans une guerre de gangs.